# مزرعه گیودره
مزرعه گیودره، روستایی در دهستان درگزین سفلی بخش مرکزی شهرستان درگزین در استان همدان ایران است.

## جمعیت
بر پایه سرشماری عمومی نفوس و مسکن در سال ۱۳۹۵، جمعیت این روستا برابر با ۶۵۲ نفر (۱۹۳ خانوار) بوده‌است.